# Хьюстон, Шарди
Шарди Лакишия Хьюстон (англ. Charde Lakishia Houston; род. 10 апреля 1986 в Ошенсайде, Калифорния, США) — американская профессиональная баскетболистка, выступавшая в женской национальной баскетбольной ассоциации. Она была выбрана на драфте ВНБА 2008 года в третьем раунде под общим тридцатым номером клубом «Миннесота Линкс». Играла на позиции лёгкого форварда.

## Ранние годы
Шарди Хьюстон родилась 10 апреля 1986 года в городе Ошенсайд (Калифорния) в семье Терри Хьюстона и Дороти Грин, у неё есть два брата и сестра, а училась она чуть южнее, в городе Сан-Диего, в одноимённой средней школе, в которой выступала за местную баскетбольную команду.